# Francesco Leonardoni

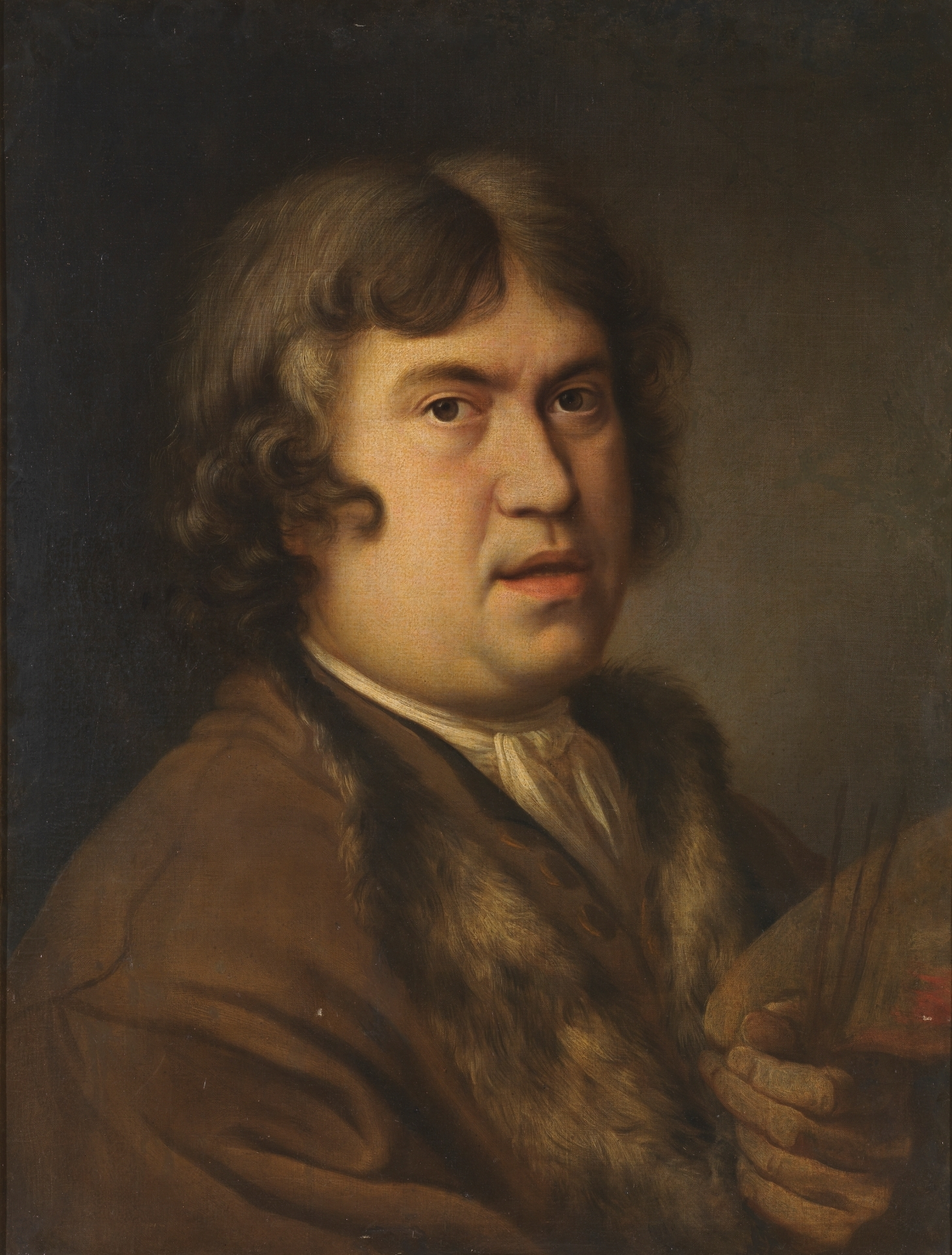
Autorretrato (1701), óleo sobre lienzo, 60 x 46 cm, Madrid, Museo del Prado.

Francesco Leonardoni (Venecia, 1654 – Madrid, 1711), fue un pintor barroco italiano establecido en  España donde llegó a desempeñar el cargo de pintor de la reina Mariana de Neoburgo. 
Natural de Venecia, tras formarse allí como pintor se vio forzado a abandonar su patria por un «disgusto tan pesado» que tuvo, según decía Antonio Palomino, lo que ha hecho suponer que tuviese algún problema con la justicia de la Serenísima. Tras viajar por distintas ciudades de Europa y pasar por Nápoles, donde habría retratado a Lorenza de la Cerda, hija del VIII duque de Medinaceli, se estableció en Madrid hacia 1680. En junio de 1694, a la muerte de Claudio Coello, fue nombrado pintor de la reina Mariana Neoburgo, cargo que mantuvo en el reinado posterior de Felipe V.  
Especializado en la pintura de retratos, muy elogiados por Palomino, en especial los que pintó en miniatura de los reyes, se conoce su autorretrato fechado en 1701 (Museo del Prado), cuyo semblante refleja la descripción que de él dejó Palomino como «hombre de todas maneras grande», por estatura y por grosor, a la vez que de trato apacible y caballeroso. En pintura historiada, menos estimada que sus retratos y falta de dibujo según Ceán Bermúdez, se han perdido las obras pintadas para la desaparecida iglesia de la Virgen de Atocha y la Encarnación que se encontraba en la iglesia de San Jerónimo el Real, así como los Desposorios de la Virgen y la Muerte de san José mencionados por Antonio Ponz en la capilla de San José de la iglesia del convento de Santo Tomás, cuadros de grandes dimensiones por los que cobró 5400 reales el 6 de enero de 1691, restando únicamente la Transfiguración del retablo mayor de la iglesia del Salvador de Leganés, fechada en 1702, y las pinturas de los retablos colaterales del mismo templo, en las que se han visto influencias de Luca Giordano, con quien había coincidido trabajando en el Monasterio de Guadalupe.